# Louis Jean François de Chérisey
Pour les autres membres de la famille, voir Famille de Chérisey.
Louis Jean François de Chérisey (1722-1794) est un général français du règne de Louis XVI.

## Biographie
Fils du marquis Louis de Chérisey (1667-1750) et d'Anne Louise Pagel Paget (†1773), Louis Jean François de Chérisey naît le 29 avril 1722 à Metz dans les Trois-Évêchés. Comme son frère cadet, le futur chef d'escadre Charles Paul Emile de Chérisey, le jeune Louis Jean François se destine très tôt à la carrière des armes. Il épouse Louise Adélaïde Charron de Grandval (1730-1810). Après une brillante carrière, le marquis de Chérisey est admis aux honneurs de la Cour en 1767, 1768, 1783 et 1786. Il est finalement nommé lieutenant général des armées du roi. Louis Jean François de Chérisey décède à l'âge de 71 ans, le 13 mars 1794, dans sa ville natale à Metz.
De son mariage avec Louise Adélaïde Charron de Grandval, il aura cinq enfants :
- Charles Louis de Chérisey (1751-1827), marié le 17 novembre 1781 avec Marie Aglaé Amélie Le Sénéchal (1763-1854).
- Louise Josèphe de Chérisey (1758-?), mariée  en 1778 avec Jean Baptiste Charles du Hautoy (1760-1791), puis en 1793 avec Charles Joseph de Cardon de Vidampierre (†1842)
- Victoire Plaicarde Gabrielle de Chérisey (1759-1831), mariée le 7 novembre 1785 avec Jean François Léonard Vogt d'Hunolstein (†1832)
- Marie Louise Célestine de Chérisey (1771-1842), mariée avec Charles César Creton d'Estourmel de Surville (1765-1837)

## Sources
- Notice sur geneanet.org.